# Willibald Mayerl
Willibald Mayerl (* 6. August 1896 in Oelsnitz/Erzgeb.; † 17. März 1977 in Hohndorf) war ein deutscher Bergmann und Maler.

## Leben
Mayerl wurde als Sohn eines aus Österreich-Ungarn nach Sachsen eingewanderten Hauers geboren. Seine Mutter war eine Näherin aus Slowenien. Er besuchte die Volksschule in Niederwürschnitz und wurde anschließend Tagejunge im Lugauer Vertrauensschacht. Mit 16 Jahren fuhr er als Fördermann ein. Nach dem zweijährigen Besuch der Bergschule Freiberg war er vollausgebildeter Bergmann. Nach Kriegsdienst im Ersten Weltkrieg besuchte er die Ingenieurschule Mittweida und wurde Steiger und Markscheider beim Gersdorfer Steinkohlenbauverein.
Ohne akademische Ausbildung begann er etwa ab 1928 in seiner Freizeit zu malen. 1930 stellte er erstmals einige seiner Bilder aus. Es folgten zahlreiche weitere Ausstellungen. 1931 erhielt er ein Stipendium der 1928 begründeten Deutschen Albrecht-Dürer-Stiftung zur Förderung deutscher bildender Künstler der Stadt Nürnberg.
Nach der Teilnahme am Zweiten Weltkrieg arbeitete er als Oberingenieur bei der Wismut AG und in den Erzgruben Saalfeld.
Mayerl hinterließ etwa 800 Gemälde mit dem Signum „WML“.
1976 schuf Karlheinz Mund einen Dokumentarfilm über Willibald Mayerl unter dem Titel: WML – Steiger oder Maler.

## Rezeption
„Seine großformatigen, dunkelfarbenen und expressiven Bilder haben das Leben der Bergleute zum Gegenstand. Die derbe Realistik der Gemälde ist dokumentarisch. Stilgeschichtlich ist Mayerls Malwerk eine volkskünstlerisch-naive Entsprechung zur proletarisch-revolutionären Kunst.“, Lothar Lang

## Ehrungen (Auswahl)
- 1973 Kunstpreis der Stadt Leipzig
- 1979 Kunstpreis der DDR

## Ausstellungen (unvollständig)

### Einzelausstellungen
- 1933: Chemnitz, Kunsthütte
- 1959: Karl-Marx-Stadt, Städtische Kunstsammlungen
- 1961: Altenburg/Thüringen, Lindenau-Museum
- 1967: Berlin, Kunstkabinett Pankow
- 1967: Weimar, Kunsthalle am Theaterplatz
- 1969: Dresden, Albertinum
- 1970: Zwickau, Städtisches Museum
- 1972: Berlin, Neue Berliner Galerie im Alten Museum
- 1974: Ahrenshoop, Kunstkaten

### Ausstellungsbeteiligungen
- 1932: Berlin, Berliner Sezession
- 1947: Stollberg, Rathaus („Bildende Kunst im Kreise Stollberg“)
- 1968: Halle/Saale, Staatliche Galerie Moritzburg („Sieger der Geschichte“)

#### Postum
- 1984/1985 Karl-Marx-Stadt, Städtisches Museum am Theaterplatz („Retrospektive 1945 – 1984. Bildende Kunst im Bezirk Karl-Marx-Stadt“)

## Museen und öffentlichen Sammlungen mit Werken Mayerls (unvollständig)
- Altenburg/Thür.: Lindenau-Museum
- Berlin: Neue Nationalgalerie[3]
- Chemnitz: Neue Sächsische Galerie (Der Steiger, Ölgemälde, 1957)[4]